# Raffy (groupe)
Pour les articles homonymes, voir Raffy.
Raffy est un groupe de musique pop/reggae québécois formé en 2008 à Sainte-Thérèse dans les Laurentides. Il est composé de Carolyne Leblanc (Raffy), Marc-André Binette, Martin Gauthier et François Mathieu (Banane).

## Biographie
Formant un premier groupe en 2008 sous le nom de RUN4COVER, les musiciens du groupe Raffy sont déjà reconnus pour leur habileté à jouer de plusieurs instruments, leur présence scénique ainsi que pour leurs arrangements originaux de chansons populaires. Ils sont à l’époque un groupe de « covers » et reprennent surtout des chansons classiques du rock.
Ils décident en 2010 de composer quelques chansons francophones sous le nom de Raffy.
En février 2011, le groupe est sélectionné parmi plus de 150 groupes à travers le Québec pour participer à la compétition HouseBand Recherché sur MusiquePlus et remporte le titre de HouseBand officiel de la station.
Ils lancent une première chanson, Folle de toi, qui, dès sa sortie en mai 2011, atteint le sommet des palmarès de plusieurs radios. La formation est nommée « découverte de l’été » par Rythme FM. Ils sortent la même année leur premier album Le Faux est à la mode.
Depuis 2011, les quatre musiciens se sont produits de nombreuses fois à la télévision (lors de la fête nationale du Québec sur les plaines d'Abraham, MusiquePlus, Vtélé, Belle et Bum, Pénélope McQuade, etc.) lors de plusieurs événements importants (nouvel an dans le Vieux-Port de Montréal, L’Heure des Enfants au Centre Bell et au Capitole de Québec, etc.). Depuis 2013, il fait partie des groupes réguliers de la boite à chansons le 2Pierrots, et joue à travers le Québec, l’Ontario, le Manitoba, la Nouvelle-Écosse et le Nouveau-Brunswick.
Raffy lance le 8 septembre 2015 son 2ème album, Libérer l’animal, au théâtre Plaza à Montréal, qui connaît vite un franc succès à la radio. Leur premier single, La dérive, se hisse au sommet des radios du Québec durant trois semaines consécutives. Les 5 singles radios tirés de cet album se hissent dans le Top 10 francophone au Canada.
Le groupe continue alors à cumuler les apparitions télévisuelles et à la radio (Salut, Bonjour !, Sucré Salé, Rythme FM, etc.). Il joue à travers le Québec et le Canada, et s’implique dans plusieurs causes qui lui tient à cœur (La Grande Guignolée des médias, la fondation CHU Ste-Justine, la Fondation Véro et Louis, Mr. ANEB le Cabaret, le Grand McDon, Moisson Montréal, etc.).
En avril 2016, le groupe s’associe à la Fondation Véro et Louis en interprétant la chanson On écrit sur les murs de Romano Musumarra. À l’été 2016, leur version de la chanson C’est le temps des vacances est choisie pour être dans la publicité estivale de la TVA.
Depuis 2017, Raffy se produit sur le « Mills Stage » à Epcot en Floride pour y représenter le Canada une à deux fois par an.
Depuis mai 2020, le groupe offre des spectacles virtuels sur Facebook et Twitch, Raffy live dans l'garage. 
Le groupe participe à la création de l'album Joyeux Noël et Bonne Année qui a été lancé le 1er décembre 2020.

## Membres du groupe
- Carolyne Leblanc (Raffy) - Voix, saxophone, trompette, percussions, ukulélé, etc
- Marc-André Binette - Guitare, voix
- François Mathieu (Banane) - Batterie, voix

Membres occasionnels
- Nicky Ray - Guitare basse
- Fred Dionne - Guitare, voix
- Martin Gauthier - Guitare basse, voix

## Discographie

### Albums studio
- 2011 - Le faux est à la mode
- 2015 - Libérer l'animal
- 2016 - Libérer l'animal, édition deluxe[10]

### Participations
- 2016 - Les grands duo de Noël
- 2020 - Joyeux Noël et Bonne Année[10]

### Singles
- 2011 - Folle de toi
- 2012 - Le faux est à la mode
- 2012 - Rockin' around the Christmas tree
- 2013 - C'est le temps des vacances
- 2014 - Te souviens-tu?
- 2015 - La dérive
- 2016 - On écrit sur les murs
- 2016 - Il n'y a que toi
- 2017 - Love can change our ways
- 2017 - Tout laisser tomber
- 2019 - Entrez dans la danse[10]

## Vidéoclips
- 2011 - Folle de toi
- 2012 - Le faux est à la mode
- 2012 - Rockin' around the Christmas tree
- 2013 - Trop tard
- 2013 - C'est le temps des vacances
- 2014 - Te souviens-tu?
- 2016 - Il n'y a que toi
- 2016 - L'heure de la vérité
- 2017 - Love can change our ways
- 2017 - Tout laisser tomber
- 2019 - Entrez dans la danse